# Tuffi ai Giochi della XXXI Olimpiade - Trampolino 3 metri sincro femminile
La gara del trampolino 3 metri sincronizzato femminile dei Giochi olimpici di Rio de Janeiro 2016 è stata disputata il 7 agosto a partire dalle ore 16:00 (UTC-3). Vi hanno partecipato otto coppie di atlete provenienti da altrettante nazioni. La gara si è svolta in un unico turno di finale in cui ogni coppia ha eseguito una serie di cinque tuffi.
La competizione è stata vinta dalle cinesi Shi Tingmao e Wu Minxia, mentre l'argento e il bronzo sono andati rispettivamente alle italiane Tania Cagnotto e Francesca Dallapé e alle australiane Maddison Keeney e Anabelle Smith.

## Risultati
| Pos. | Nazione       | Atlete                              | Tot.   | T1    | T2    | T3    | T4    | T5    | Ord. |
| ---- | ------------- | ----------------------------------- | ------ | ----- | ----- | ----- | ----- | ----- | ---- |
| 1    | Cina          | Shi Tingmao Wu Minxia               | 345,60 | 55,80 | 52,20 | 76,50 | 80,10 | 81,00 | 3    |
| 2    | Italia        | Tania Cagnotto Francesca Dallapé    | 313,83 | 51,60 | 50,40 | 71,10 | 66,03 | 74,70 | 2    |
| 3    | Australia     | Maddison Keeney Anabelle Smith      | 299,19 | 48,00 | 42,00 | 70,20 | 67,89 | 71,10 | 5    |
| 4    | Canada        | Jennifer Abel Pamela Ware           | 298,32 | 46,80 | 45,00 | 70,20 | 68,82 | 67,50 | 7    |
| 5    | Malaysia      | Cheong Jun Hoong Nur Dhabitah Sabri | 293,40 | 49,80 | 47,40 | 71,10 | 60,30 | 64,80 | 1    |
| 6    | Gran Bretagna | Alicia Blagg Rebecca Gallantree     | 292,83 | 49,80 | 47,40 | 64,80 | 64,80 | 66,03 | 4    |
| 7    | Germania      | Tina Punzel Nora Subschinski        | 284,25 | 48,00 | 48,00 | 60,30 | 60,45 | 67,50 | 8    |
| 8    | Brasile       | Tammy Takagi Juliana Veloso         | 258,75 | 45,00 | 46,20 | 59,40 | 47,70 | 60,45 | 6    |